# American Football League
A American Football League (em português:  Liga Americana de Futebol [Americano]; abreviação oficial: AFL) foi uma liga profissional de futebol americano nos Estados Unidos que existiu de 1960 até 1969, quando a liga se fundiu com a National Football League (NFL). O surgimento da AFL era exatamente para rivalizar com a já bem estabelecida a NFL. Apesar de ser tachada como inferior a esta, a AFL assinou com metade das escolhas de primeira rodada do draft de 1960, incluindo Billy Cannon, Johnny Robinson e o hall of famer Ron Mix. No geral, a AFL assinou com 75% das escolhas no draft em seu primeiro ano. A liga continuou a atrair o interesse dos jogadores mais talentosos das faculdades, até da NFL, até meados da década de 1960, antes do draft comum ser estabelecido em 1967.
Em 1966, a fusão entre as duas ligas foi anunciada, mas só foi oficializada em 1970. Durante seus últimos dois anos de existência, os times da AFL conquistaram vitórias sobre times da NFL no Super Bowl III e IV, sendo estas vitórias consideradas as maiores zebras da história dos esportes americanos. Quando a fusão finalmente ocorreu, todas as dez franquias da AFL tomaram lugar na recém formada American Football Conference (AFC), com três times da NFL que tiveram de ir para sua conferência (o Pittsburgh Steelers, o Cleveland Browns e o Baltimore Colts). Os outros 13 times da NFL se tornaram membros da National Football Conference (NFC). O logotipo da AFL foi incorporado ao novo logotipo da AFC, apesar da cor da letra "A" foi trocado de azul e branco para vermelho. A NFL conservou seu velho nome e reivindicou todos os direitos financeiros sobre produtos e serviços da AFL, e até ganharam direitos sobre o uso do logotipo da antiga liga.

## Inovações
A American Football League introduziu várias inovações no esporte do futebol americano, algumas das quais eventualmente se tornaram características padrão do jogo após a fusão com a NFL. Entre algumas inovações notáveis introduzidas pela AFL estão:
- Mudanças nas regras: a AFL introduziu a conversão de dois pontos em 1960, permitindo que as equipes tentassem marcar dois pontos adicionais após um touchdown, seja correndo ou passando a bola para a end zone. Isso adicionou um elemento estratégico extra ao jogo e aumentou as oportunidades de pontuação. A introdução da conversão de dois pontos no futebol profissional foi feito pela AFL trinta e quatro anos antes da NFL instituí-la oficialmente em 1994 (o futebol universitário havia adotado a conversão de dois pontos no final dos anos 1950). A AFL jogava num calendário de quatorze jogos durante toda a sua existência, começando em 1960. A NFL, que havia jogado um calendário de doze jogos desde 1947, mudou para um calendário de 14 jogos em 1961, um ano após a American Football League instituí-lo.
- Nomes dos jogadores nas camisas: embora pareça comum atualmente, a AFL foi a primeira liga de futebol americano profissional a ter os nomes dos jogadores impressos na parte de trás de suas camisas. Essa inovação facilitou a identificação dos jogadores pelos fãs e pelos locutores durante os jogos. Isso também aumentou a venda de produtos licenciados pela liga, com as pessoas utilizando agora a camisa dos seus jogadores favoritos quando iam aos estádios.
- Estratégias ofensivas: a AFL popularizou várias estratégias ofensivas, incluindo o amplo uso de jogadas de passe, formações abertas e movimentação no backfield. Essas táticas inovadoras levaram a um estilo de futebol mais emocionante e com mais pontos, em comparação com a abordagem mais conservadora da NFL na época, que ainda focava mais no jogo corrido.
- Marketing e Promoção: a AFL era conhecida por suas estratégias agressivas de marketing e promoção, o que a ajudou a ganhar rapidamente popularidade e competir com a mais estabelecida NFL. Isso incluiu a introdução de logotipos vibrantes das equipes e cores, além de abraçar a transmissão televisiva para alcançar um público mais amplo.

Todas essas inovações pioneiradas pela AFL, incluindo seu estilo de jogo mais emocionante e uniformes coloridos, essencialmente tornaram o futebol profissional de hoje mais semelhante à AFL do que à antiga NFL. O desafio da AFL à NFL também lançou as bases para o Super Bowl, que se tornou o padrão para competições de campeonato nos Estados Unidos.

## Franquias da AFL
| Divisão | Times                            | Primeira temporada | Home Stadium | Campanha na AFL (V-D-E) | Títulos na AFL |
| ------- | -------------------------------- | ------------------ | --- | ----------------------- | -------------- |
| Eastern | Boston Patriots                  | 1960               | Nickerson Field (1960–62), Fenway Park (1963–68), Alumni Stadium (1969)                                                | 64-69-9                 | 0              |
| Eastern | Buffalo Bills                    | 1960               | War Memorial Stadium (1960-1969)                                                                                       | 67-71-6                 | 2              |
| Eastern | Houston Oilers                   | 1960               | Jeppesen Stadium (1960–64), Rice Stadium (1965–67), Houston Astrodome (1968–69)                                        | 72-69-4                 | 2              |
| Eastern | Miami Dolphins                   | 1966               | Miami Orange Bowl | 15-39-2                 | 0              |
| Eastern | New York Titans/Jets             | 1960               | Polo Grounds (1960–63), Shea Stadium (1964–69)                                                                         | 71-67-6                 | 1              |
| Western | Cincinnati Bengals               | 1968               | Nippert Stadium (1968-1969)                                                                                            | 7-20-1                  | 0              |
| Western | Dallas Texans/Kansas City Chiefs | 1960               | Cotton Bowl (1960–62), Municipal Stadium (1963–69)                                                                     | 92-50-5                 | 3              |
| Western | Denver Broncos                   | 1960               | Bears Stadium/Mile High Stadium (1960–69)                                                                              | 39-97-4                 | 0              |
| Western | Los Angeles/San Diego Chargers   | 1960               | Los Angeles Memorial Coliseum (1960), Balboa Stadium (1961–66), San Diego Stadium (1967–69)                            | 88-51-6                 | 1              |
| Western | Oakland Raiders                  | 1960               | Kezar Stadium (1960), Candlestick Park (1961), Frank Youell Field (1962–65), Oakland-Alameda County Coliseum (1966–69) | 80-61-5                 | 1              |

## AFL Championship Games
| Eastern Division | Western Division |

| Temporada | Data                   | Vencedor               | Placar      | Perdedor             | Estádio                             | Público |
| --------- | ---------------------- | ---------------------- | ----------- | -------------------- | ----------------------------------- | ------- |
| 1960      | 1 de janeiro de 1961   | Houston Oilers         | 24–16       | Los Angeles Chargers | Jeppesen Stadium                    | 32,183  |
| 1961      | 24 de dezembro de 1961 | Houston Oilers (2)     | 10–3        | San Diego Chargers   | Balboa Stadium                      | 29,556  |
| 1962      | 23 de dezembro de 1962 | Dallas Texans          | 20–17 (2OT) | Houston Oilers       | Jeppesen Stadium (2)                | 37,981  |
| 1963      | 5 de janeiro de 1964   | San Diego Chargers     | 51–10       | Boston Patriots      | Balboa Stadium (2)                  | 30,127  |
| 1964      | 26 de dezembro de 1964 | Buffalo Bills          | 20–7        | San Diego Chargers   | War Memorial Stadium                | 40,242  |
| 1965      | 26 de dezembro de 1965 | Buffalo Bills (2)      | 23–0        | San Diego Chargers   | Balboa Stadium (3)                  | 30,361  |
| 1966      | 1 de janeiro de 1967   | Kansas City Chiefs (2) | 31–7        | Buffalo Bills        | War Memorial Stadium (2)            | 42,080  |
| 1967      | 31 de dezembro de 1967 | Oakland Raiders        | 40–7        | Houston Oilers       | Oakland-Alameda County Coliseum     | 53,330  |
| 1968      | 29 de dezembro de 1968 | New York Jets          | 27–23       | Oakland Raiders      | Shea Stadium                        | 62,627  |
| 1969      | 4 de janeiro de 1970   | Kansas City Chiefs (3) | 17–7        | Oakland Raiders      | Oakland-Alameda County Coliseum (2) | 53,561  |

Italicos – Apariçam no Super Bowl